# Мегесхайм
Мегесхайм (нем. Megesheim) — община в Германии, в земле Бавария. 
Подчиняется административному округу Швабия. Входит в состав района Донау-Рис.  Население составляет 858 человек (на 31 декабря 2010 года). Занимает площадь 12,53 км².